# Racing Besançon
Racing Besançon – francuski klub piłkarski grający obecnie w Championnat de France Amateurs (IV liga), mający siedzibę w mieście Besançon, leżącym w regionie Franche-Comté.

## Historia
Klub został założony w 1904 roku jako Racing Club Franc-Comtois de Besançon. W latach 1909, 1910, 1911 i 1912 wywalczył mistrzostwo Francji Wschodniej związku sportowego Union des Sociétés Françaises de Sports Athlétiques (USFSA), do którego należał. W 1929 roku wygrał regionalne rozgrywki Ligue de Franche-Comté. W 1945 roku po zakończeniu II wojny światowej Besançon przystąpił do rozgrywek drugiej ligi i grał w niej bez przerwy do 1986 roku. Wtedy też drużyna spadła z ligi i przemianowano ją na Besançon Racing Club. W 2003 roku Besançon wygrał rozgrywki Championnat National i wrócił do Ligue 2, ale w 2004 roku ponownie spadł do Championnat National, a rok później do CFA (IV ligi). W 2009 roku wywalczył awans do III ligi Francji.

## Sukcesy
- Championnat National
  - mistrzostwo (1): 2003.

- Championnat de France Amateur
  - mistrzostwo (1): 2009 (grupa A).

- Ligue de Franche-Comté
  - mistrzostwo (2): 1939, 1988.

- Coupe Charles Drago
  - zwycięstwo (1): 1962

## Reprezentanci kraju grający w klubie
- René Alpsteg
- Jacques Faivre
- Jean Gallice
- René Gardien
- Michel Jacques
- Bernard Lama
- Lucien Laurent
- Claude Quittet
- Serge Roy
- Henri Skiba
- Albert Vanucci
- Fathi Chebal
- Rachid Djebaïli
- Abdellah Liegeon
- Abdallah Medjadi
- Camillo Jerusalem
- Tanguy Barro
- Hamado Ouédraogo
- Felicien Mbanza
- Mohamed Ali Doumbouya
- Ibrahim Aoudou
- Edy Dublin
- Azzedine Amanallah
- Kamel Chafni
- Abdelmajid Oulmers
- Ryszard Tarasiewicz
- Georges Ba